# Wilson Brown (Admiral)

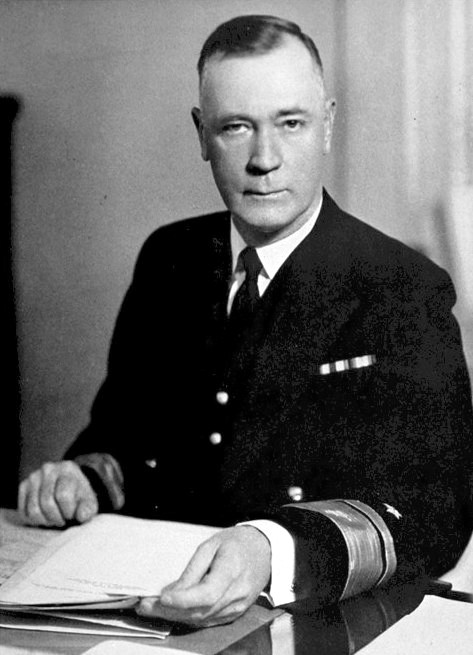
Wilson Brown

Wilson Brown Jr. (* 27. April 1882 in Philadelphia, Pennsylvania; † 2. Januar 1957 in Groton, New London County, Connecticut) war ein Vizeadmiral der United States Navy. Er war unter anderem Leiter (Superintendent) der United States Naval Academy (USNA).

## Leben
Im Jahr 1904 absolvierte er die Marineakademie in Annapolis in Maryland. In der US-Marine durchlief er anschließend alle Offiziersränge bis zum Vizeadmiral.
Im Lauf seiner militärischen Karriere absolvierte er verschiedene Kurse und Schulungen. Dazu gehörten unter anderem das Naval War College in Newport in Rhode Island. Vor dem amerikanischen Eintritt in den Ersten Weltkrieg war er in unterschiedlichen Funktionen in der Kriegsmarine tätig. Nach dem amerikanischen Kriegseintritt war er zunächst Stabsoffizier im Hauptquartier der Marinestreitkräfte für Europa (Naval Forces in European Waters), das sich in London befand. Später erhielt er das Kommando über den Zerstörer USS Parker (DD-48). Dieser diente als Geleitschutz für amerikanische Transportschiffe, die unter anderem Soldaten der American Expeditionary Forces aus den Vereinigten Staaten zum europäischen Kriegsschauplatz brachten. Außerdem war das Schiff an der Aufspürung und Verfolgung deutscher U-Boote beteiligt. Für seine damaligen Leistungen wurde Brown mit dem Navy Cross ausgezeichnet.
Im Jahr 1920 absolvierte er das Naval War College. Von 1921 bis 1923 war er Offizier auf dem Schlachtschiff USS Colorado. Danach gehörte er bis 1929 zum erweiterten Beraterstab der Präsidenten Calvin Coolidge und Herbert Hoover (Naval aide to the President). Im Jahr 1929 wurde Wilson Brown zum Leiter des U-Boot-Stützpunktes in New London in Connecticut ernannt. Dieses Amt behielt er bis zum Jahr 1932. Danach kommandierte er bis zum Jahr 1934 das Schlachtschiff USS California. Anschließend wurde er zur Verwaltung des Naval War Colleges versetzt, wo er bis 1936 als dessen Stabschef (Chief of Staff) tätig war. Schließlich leitete er bis 1938 die Training Squadron Scouting Force der amerikanischen Atlantikflotte.
Am 1. Februar 1938 übernahm Wilson Brown als Nachfolger von David F. Sellers als Superintendent die Leitung der Marineakademie in Annapolis. Dieses Amt bekleidete er bis zum 1. Februar 1941 als Russell Willson seine Nachfolge antrat. Danach leitete er bis zum März 1942 die gesamte Scouting Force, die anschließend aufgelöst wurde. In diese Zeit fiel der amerikanische Eintritt in den Zweiten Weltkrieg. In der Folge erhielt Brown für einige Monate den Oberbefehl über die damalige Task Force 11, die im Pazifischen Ozean operierte und aus mehreren Flugzeugträgern samt Begleitschiffen bestand. Dabei kommandierte er die ersten beiden amerikanischen Luftangriffe auf japanische Stellungen, die von Flugzeugträgern aus geführt wurden.
Zwischen Juli 1942 und Februar 1943 kommandierte er den 1. Marinebezirk (1st Naval District). Danach war er als Naval aide to the President einer der militärischen Berater für maritime Angelegenheiten des Präsidenten Franklin D. Roosevelt. Im Dezember 1944 ging er offiziell in den Ruhestand, war aber weiterhin für Roosevelt und dann bis zum Kriegsende für dessen Nachfolger Harry S. Truman als ziviler Marineberater tätig.
Der seit 1924 mit Lydia Ballou Almy (1881–1961) verheiratete Offizier starb am 2. Januar 1957 und wurde auf dem Yantic Cemetery in Norwich (Connecticut) beigesetzt.
Wilson Brown wurde im Lauf seiner militärischen Laufbahn unter anderem das Navy Cross und die Navy Distinguished Service Medal verliehen.